# 海老だって鯛が釣りたい
『海老だって鯛が釣りたい』（えびだってたいがつりたい）は、2025年7月3日（2日深夜）から中京テレビの制作により、日本テレビ系「水曜プラチナイト」枠で放送中のテレビドラマ。主演は田辺桃子。

## あらすじ
海老で鯛を釣る
意味:少ない元手で大きな利益を得ること
転じてロースペック女子(海老子)が
ハイスペック男子(鯛男)を釣り上げること
このドラマは
自分に自信が持てない自称 小エビの海老子が人生どん底から這い上がり
自分にとっての鯛男探しに奮闘する
もがき系ラブコメディ
海老子の前に次々に現れるタイプの違う男たち
アナタは誰を釣り上げたい？
HPより引用

## キャスト

### 主要人物
海老原唯子（えびはら ゆいこ） / 海老子（えびこ）
演 - 田辺桃子
衣料品メーカー勤務。
水沼脩（みずぬま しゅう）
演 - 中川大輔
アクアリウムショップ店長。海老子と一夜の関係を持つ“沼男”。
三浦拓未（みうら たくみ）
演 - 草川拓弥（超特急）
海老子の幼馴染。
パク・ジョンス
演 - EJ（&TEAM）
日本で俳優になる夢を追う王子様のような韓国人。
鯛島亮介（たいじま りょうすけ）
演 - 桜田通
海老子と同じ職場の憧れの先輩。

### 周辺人物
沖田真美子（おきた まみこ）
演 - 新川優愛
鯛島の同期。
泉沙耶（いずみ さや）
演 - 加藤史帆
海老子の同期。
百香（ももか）
演 - 中田青渚
水沼の彼女（？）。
荻野溶子（おぎの ようこ）
演 - 橋本マナミ
水沼が大学時代に心の拠り所としていた海洋学ゼミの教授・荻野洋の妻。

## スタッフ
- 監督 - 河原瑶[1]
- 脚本 - 鈴木裕那[1]
- 音楽 - 中村巴奈重[1]
- オープニングテーマ - 超ときめき♡宣伝部「ハートな胸の内♡」（avex trax）[3]
- エンディングテーマ - ENHYPEN「Shine On Me」（ユニバーサル ミュージック）[4]
- 編成・広報統括 - 奥谷莉里花（中京テレビ）
- 広報 - 嶋唯菜、鈴木詩織（中京テレビ）
- チーフプロデューサー - 栗田美和（CTV MID ENJIN）
- 制作プロデューサー - 近見哲平
- プロデューサー - 山本梨恵、土持優稀
- 制作 - CTV MID ENJIN[1]
- 制作協力 - テレパック[1]
- 製作著作 - 中京テレビ[1]

## 放送日程
| 話数  | 放送日  | サブタイトル                  |
| ----- | ------- | ----------------------------- |
| 第1話 | 7月03日 | 海老子、泥酔で大失態!         |
| 第2話 | 7月10日 | キスして気まずい会社の上司と… |
| 第3話 | 7月17日 | 韓国王子と運命の出会い!       |
| 第4話 | 7月24日 | 韓国王子の恋と夢にキュン!     |
| 第5話 | 7月31日 | 1泊2日、憧れ上司と2人で出張!  |
| 第6話 | 8月07日 | 幼なじみ男子といきなり同居!   |
| 第7話 | 8月14日 | 本当に好きな人と恋をする!     |

- 第5話は『news zero』の拡大放送により、30分繰り下げて0時54分 - 1時24分の放送。

## ネット配信
| 配信開始月 | 配信サイト | 配信料金     | 備考       |
| ---------- | ---------- | ------------ | ---------- |
| 2025年7月  | TVer       | 広告付き無料 | 見逃し配信 |
| 2025年7月  | Locipo     | 広告付き無料 | 見逃し配信 |
| 2025年7月  | Hulu       | 定額制有料   | 見放題配信 |
| 2025年7月  | U-NEXT     | 定額制有料   | 見放題配信 |
| 2025年7月  | Lemino     | 定額制有料   | 見放題配信 |